# Trabajo temporal

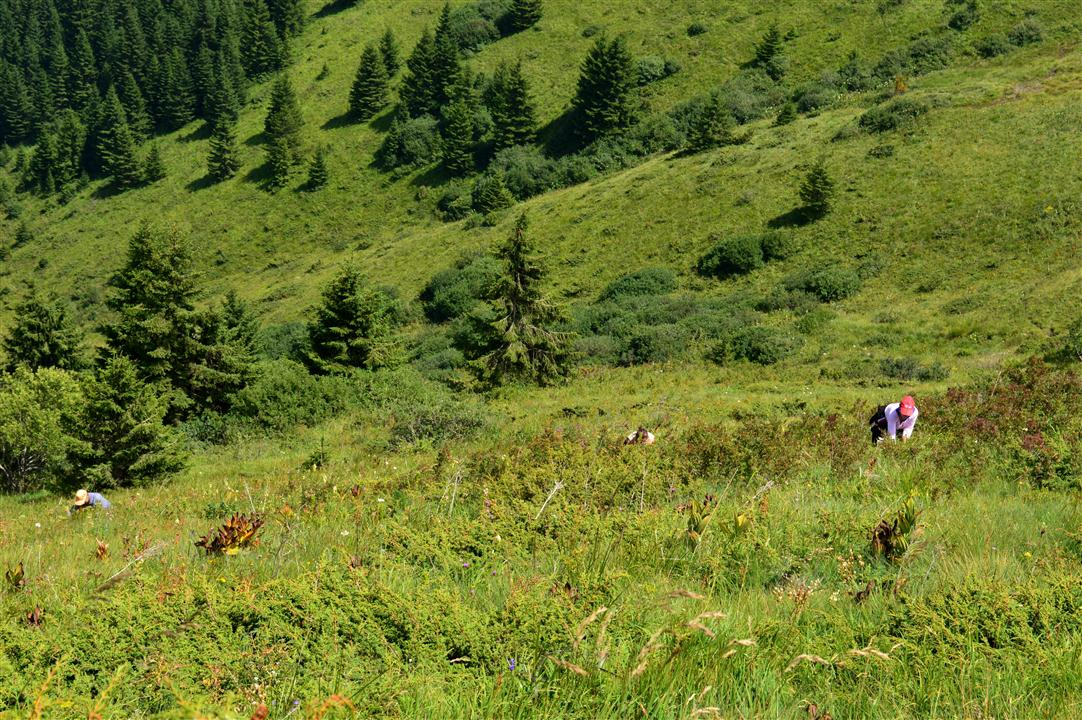
Recogedores de arándanos en Serbia

El trabajo temporal, empleo temporal o trabajo eventual es una relación laboral limitada por contrato a un período establecido de tiempo debido a las necesidades o preferencias del empleador. Los trabajadores temporales se denominan a veces "estacionales", "interinos", "subcontratados" o "freelance". En algunos casos, profesionales temporales altamente especializados (particularmente en tareas de cuello blanco, como recursos humanos, investigación y desarrollo, ingeniería o contabilidad) se autodenominan consultores. Cada vez más posiciones de nivel ejecutivo (p. ej. oficial ejecutivo jefe, director de información, director financiero, director de mercadotecnia o director de investigación —CEO, CIO, CFO, CMO y CSO por sus respectivas siglas en inglés—) se cubren con ejecutivos interinos.
En la página Contrato de trabajo de duración determinada se han desarrollado los contratos que sustentan este tipo de trabajo, mientras que esta página, Trabajo temporal, describe de manera más general los efectos y la consideración de este tipo de trabajo. Se mantienen así además todos los vínculos a diferentes idiomas, que pueden servir para adquirir una visión más amplia del tema. Para el programa de televisión véase Trabajo temporal (programa de televisión).
Los trabajadores temporales pueden trabajar a tiempo completo o a tiempo parcial, según las circunstancias del trabajador y la empresa. Por ejemplo, la empresa puede ofrecer solo media jornada, y el trabajador querer jornada completa, pero acepta porque no tiene otra cosa. El porcentaje de trabajadores parciales en esta situación se denomina parcialidad indeseada.
De igual forma la empresa puede ofrecer solamente empleo temporal, y el trabajador preferir uno fijo, pero acepta el temporal porque no encuentra el fijo. El porcentaje de trabajadores temporales en esta situación se denomina temporalidad indeseada. En una economía la temporalidad es el porcentaje de empleados temporales respecto al total de trabajadores.
En algunos casos, los trabajadores temporales reciben beneficios laborales (como el seguro de salud), pero normalmente, para ahorrar costes, estos beneficios solo se dan a los empleados fijos. 
Una compañía puede contratar directamente a sus trabajadores temporales, o bien hacerlo a través de una empresa de trabajo temporal, que es quien tiene contratados a esos trabajadores y los cede a la compañía que necesita esa mano de obra.
El trabajo temporal es diferente de la comisión de servicio (secondment en inglés), que es la asignación provisional de un miembro de una organización a otra. En la comisión de servicio normalmente el empleado mantiene su salario y otros derechos laborales de su organización "madre", pero trabaja estrechamente dentro de la otra organización para proporcionar formación y compartir experiencia.
Con la irrupción de Internet y la economía de plataformas (que tienen empleada a mucha gente con contratos temporales a corto plazo o trabajo freelance), muchos trabajadores están encontrando trabajos a corto plazo como autónomos.
Los trabajadores temporales también son requeridos para tareas de naturaleza cíclica. Han existido siempre los temporeros, trabajadores agrícolas que se desplazaban por un país, o incluso entre varios países, para recoger las cosechas que maduraban en diferentes momentos del año: por ejemplo, sandía en junio, uva en septiembre y aceituna en noviembre.

## Historia

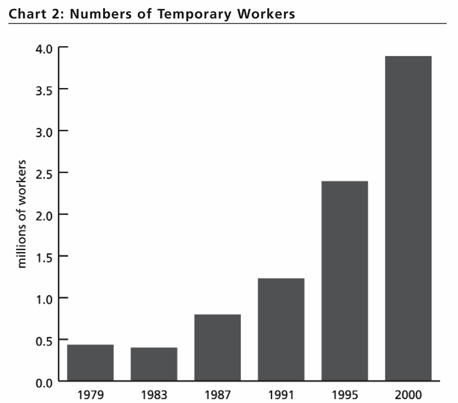
Millones de trabajadores temporales en EE. UU. de 1979 a 2000. Fuente: D. H. Author, Subcontratación a voluntad: la contribución de la doctrina del despido al crecimiento del empleo subcontratado.

Las empresas de trabajo temporal (ETT) empezaron en los Estados Unidos, después de la Segunda Guerra Mundial, a contratar a amas de casa urbanas para que trabajaran a tiempo parcial como oficinistas. Con los años, las ventajas de tener trabajadores que podían ser contratados y despedidos rápidamente y con pocos requisitos y papeleo resultaron en un aumento gradual, pero sustancial, del número de empleados temporales, con más de 3,5 millones de estos trabajadores en los Estados Unidos del año 2000.
De hecho ha habido un gran cambio de paradigma desde 1940 en la forma que las empresas tienen de servirse de los trabajadores temporales. Durante el  fordismo, los trabajadores temporales suponían una proporción bastante marginal de la mano de obra total en América del Norte. Normalmente eran mujeres blancas en puestos rutinarios de "cuello rosa" (empleos no manuales mayoritariamente femeninos) que cubrían las ausencias de trabajadores fijos por vacaciones o enfermedad. En cambio, durante el posfordismo, caracterizado por el neoliberalismo, la desindustrialización y el desmantelamiento del estado del bienestar, estas utilizaciones del trabajo temporal empezaron a cambiar. En el nuevo paradigma, el trabajador temporal no servía para cubrir el hueco del fijo, sino que era una alternativa a él.
Por lo tanto, los trabajadores temporales ya no sustituían las ausencias de los fijos, sino que se volvieron semipermanentes en puestos precarios, sujetos rutinariamente a la amenaza de eliminación debido a fluctuaciones en los productos de una compañía. En el contexto actual de la mano de obra temporal, tanto las personas como los puestos se han vuelto temporales, y las empresas de trabajo temporal utilizan a los trabajadores temporales de manera sistemática y planificada, en vez de improvisada.
El porcentaje de empleados temporales ha ido creciendo en Estados Unidos debido al aumento de Internet y la economía de plataformas, cuyo mercado laboral se caracteriza por la prevalencia de contratos temporales a corto plazo o trabajo freelance en vez de contratos fijos. Es un error común pensar que se trata de un panorama del empleo relativamente nuevo. En realidad es similar al anterior a la Revolución Industrial. Estamos acostumbrados al modelo "una persona, una carrera" (la persona desempeña el mismo trabajo, fijo, toda su vida, aunque quizás puede ir ascendiendo en el escalafón) y pensamos erróneamente que la economía de plataformas altera algo que siempre ha sido así. Pero antes de la Revolución Industrial en el siglo XIX, era habitual que las personas fueran aceptando múltiples trabajos temporales para conseguir los ingresos que les permitieran vivir.

### Postfordismo
Cuando el mercado empezó a transformarse del fordismo a un régimen de acumulación del capital, la regulación social del mercado de trabajo y la propia naturaleza del trabajo comenzaron también a cambiar. Esta transformación se ha caracterizado por una reestructuración económica que preconizaba la flexibilidad laboral en múltiples aspectos: espacios de trabajo, mercados de trabajo, contratos, salarios y beneficios laborales. El avance mundial del neoliberalismo y el imperio del mercado contribuyeron mucho a esta presión creciente sobre los mercados de trabajo nacionales hacia la flexibilidad. Esta mayor flexibilidad es importante a nivel mundial, particularmente dentro de los países de la Organización para la Cooperación y el Desarrollo Económicos (OCDE) y las economías liberales de mercado.

## Ventajas e inconvenientes

### Ventajas
- Facilidad de contratación: quienes cumplen los requisitos para el trabajo lo tienen a menudo virtualmente garantizado sin necesidad de pasar un proceso de selección. En este sentido, puede argumentarse que es más fácil encontrar un trabajo temporal que uno fijo. Asimismo, en algunos casos las ETT contratarán trabajadores temporales sin entrevista, currículo ni carta de presentación.[14]
- Potencial de horario flexible, lo cual puede satisfacer a algunos empleados.[15]
- Oportunidad de ganar experiencia: cada compañía es única, de modo que el empleado temporal asignado sucesivamente a varias compañías conocerá una plétora de situaciones y procedimientos de oficina.[14]
- Hay compañías que no contratan internamente y solo utilizan las ETT. Trabajar temporalmente en una de estas compañías puede ser una buena vía para lograr un puesto fijo.
- Probar antes de comprar: el trabajador eventual permite a la compañía probarlo durante un tiempo suficientemente extenso antes de contratarlo a largo plazo o indefinidamente.
- El trabajo temporal puede ser extremadamente lucrativo para quienes se encuentran en países menos ricos.[16]
- El trabajo temporal puede ser, para una persona que se ha jubilado, una manera de volver al mercado laboral.[17]

### Inconvenientes
Trabajadores, estudiosos, sindicalistas y activistas han identificado muchas desventajas del trabajo temporal y, más recientemente, de la economía de plataformas:
- Falta de control del trabajador sobre el tiempo de trabajo.
- Posibilidad de despido inmediato del trabajador si rechaza una asignación.
- Los puestos a menudo son de alta rotación de personal. La investigación sugiere que, cuando las fábricas prevén que la producción caiga, prefieren contratar trabajadores temporales en vez de fijos para evitar los costes de despido de estos últimos.
- Escasa consideración del trabajo temporal: si una persona ha realizado numerosos trabajos temporales, su currículo es menos valorado que el de otra persona de iguales características pero que ha desempeñado sus funciones en puestos fijos.
- En los Estados Unidos, la sustitución gradual de los trabajadores fijos por eventuales resultó en millones de empleos con bajos salarios.[6]
- En los EE. UU., el salario por hora de un trabajador temporal supone del 75 al 80 %  del que recibe uno fijo.[19] Además, a menudo recibe pocos beneficios laborales, o ninguno, y rara vez se convierte en empleado fijo.[14]
- A diferencia de los trabajadores temporales contratados a través de una ETT, muchas personas que obtienen ingresos de la economía de plataformas no informan de ellos al fisco. Solo en Estados Unidos lo no declarado se estima en 214,6 millardos de $.[20] Esto puede acarrear multas o cárcel si Hacienda acaba enterándose.
- En Asia del Sur y el África subsahariana, los trabajadores temporales a menudo padecen sobreempleo.[16]
- Puede producirse una sobresaturación de trabajadores temporales que lleve a una bajada adicional de sus salarios.[16][21]
- Cuándo una compañía contrata trabajadores temporales de otros países, puede no estar claro si debe aplicarse la normativa de esos países o de la nación donde la compañía tiene su centro de trabajo.[21]
- Los trabajadores temporales sufren más accidentes, lesiones e incapacidades de origen laboral que los fijos.[22]
- La temporalidad innecesaria perjudica a la economía, porque los trabajadores temporales consumen de media un 20 % menos.[23]
- Perjudica también al trabajador y a la sociedad, porque impide desarrollar un proyecto de vida, dificulta el acceso a la vivienda, e incluso tener hijos, con lo que la sociedad envejece.[24]
- Asimismo, perjudica al empresario, porque la elevada rotación de personas en un puesto dificulta que se formen y disminuye la productividad.[24] Cuando alguien lleva tiempo en una tarea, la ejecuta mejor y más rápidamente que quien lleva poco.
- Perjudica por ello la inversión en formación, que para ser rentable necesita que los trabajadores formados permanezcan en la empresa. Si la temporalidad es alta, se invierte menos en formación, la productividad es menor y los salarios son inferiores.[25]

## Posibles soluciones a la temporalidad innecesaria
- Encarecer la contratación temporal hasta igualarla con la indefinida.[24]
- Abaratar la contratación indefinida.[24]
- Convertir en puestos fijos los estructurales largamente ocupados por interinos.[26]
- Vigilar estrechamente que los contratos temporales de las empresas se atienen a la legalidad.[27]

## El trabajo temporal en el mundo
Las oportunidades de trabajo temporal y sus restricciones varían mucho según el país. Chile, Colombia y Polonia tienen los porcentajes más altos de empleados temporales: 28,7 %, 28,3 %  y 27,5 % respectivamente. Rumanía, Lituania y Estonia tienen los más bajos, del 1 al 4 %. El Reino Unido tiene 6 %; Alemania, 13 %; y Francia, 16 %.
En muchos países, como Reino Unido, Canadá, China, Suecia o Dinamarca, no hay restricciones en los sectores que pueden contratar trabajadores temporales. El Reino Unido tiene en vigor la Directiva 2008 de empresas de trabajo temporal, que asegura a los empleados temporales el mismo tratamiento y paga que a los fijos. De modo parecido, Brasil aplica al trabajo a tiempo parcial y a la subcontratación las normas del trabajo a tiempo completo. En algunos países, incluido Brasil, existe una brecha salarial entre los trabajadores temporales y los fijos, pero esto se debe a vulneraciones de la legislación que especifica determinación de sueldo igual. En otros países se prohíbe el empleo temporal en sectores como agricultura o construcción. México, donde las ETT se denominan "empresas de subcontratación", solo permite «la subcontratación de servicios y obras especializadas que no formen parte del objeto social ni la actividad económica preponderante de la empresa».
El trabajo temporal propiciado por la economía de plataformas se da en todo el mundo. Uber, por ejemplo, opera en América del Norte, Central, y del Sur, Europa, Oriente Medio, Asia, Australia y Nueva Zelanda. Airbnb anuncia listados en 191 países, mayoritariamente en Europa.

### El trabajo temporal en Europa
En Europa había 25,5 millones de trabajadores temporales en 2017, el 14 %  del total de los trabajadores. El 1,9 %  son empleados de agencias de trabajo temporal. Suelen ser varones (el 61 % ), relativamente jóvenes (el 21,6 %  tienen entre 15 y 24 años, mientras que solo el 9 %  del conjunto de los asalariados se encuentra en ese rango de edad) y a menudo están poco cualificados. Sufren accidentes laborales con una frecuencia mayor. Existe una Directiva de 2008 del Parlamento Europeo y del Consejo sobre el trabajo temporal que intenta garantizar un umbral de protección eficaz a los eventuales. Esta Directiva establece el principio de no discriminación entre quienes trabajan en una compañía directamente contratados por ella y quienes lo hacen a través de una empresa de trabajo temporal.

## Las ETT
Una empresa de trabajo temporal ejerce de tercera parte entre el empleado y la compañía donde presta sus servicios. Normalmente es la ETT quien contrata a los trabajadores (y, por tanto, su empleador), y luego los cede a la compañía que los necesita, la cual, eso sí, puede acabar contratándolos directamente. También es posible que una compañía contrate directamente empleados temporales, sin pasar por una ETT.
Como tercera parte, la ETT gestiona la remuneración, la planificación del trabajo y las cotizaciones sociales asociados a una relación laboral. Las compañías plantean a la ETT el tipo de tarea que necesitan y las habilidades necesarias para realizarla, y la ETT busca entre sus trabajadores —de los que conoce la disponibilidad y las habilidades— a los adecuados. Las compañías también pueden pedir que se les cambie un trabajador temporal con el que no están satisfechas, e incluso presentar una queja.
El programa de trabajo lo determina la ETT y puede durar un periodo indeterminado de tiempo. Como las asignaciones de un trabajador a una compañía son provisionales, hay pocos incentivos para proporcionar beneficios laborales a ese trabajador (estos beneficios tienen el propósito de retener trabajadores, y esa persona, precisamente, se espera que se vaya), y el sueldo es bajo en situaciones donde hay mucha flexibilidad laboral (las enfermeras son una excepción, pues hay una gran escasez).
Los trabajadores pueden rechazar una asignación, pero se arriesgan a un período indeterminado sin que reciban otra, porque el trabajo se basa en la disponibilidad de asignaciones, que la ETT no puede "crear", solo llenar.
El deseo de trabajadores temporales flexibles y adaptables se ha vuelto un motor y un objetivo de las ETT. Esto ha llevado a algunas a adoptar prácticas como "probar antes de comprar" (al trabajador) para competir con otras, y que maximizan su capacidad de entregar su producto: el trabajador temporal. A través de este proceso, el trabajador eventual ideal es hoy en gran parte imaginado, producido y comercializado por las ETT.
Cuando un empleado temporal acepta un trabajo, recibe las instrucciones pertinentes, tanto si el trabajo viene a través de una ETT como si viene de una plataforma. La ETT también proporciona información sobre la ropa de trabajo correcta, la jornada laboral, el sueldo y a quién informar. Si un empleado temporal llega al lugar de su asignación y le piden que realice tareas que no le especificaron cuando se la ofrecieron, puede llamar un representante de la ETT para aclaraciones. Si escoge no continuar con la asignación, lo más probable es que pierda la paga y disminuya la probabilidad de que le ofrezcan una nueva asignación. Sin embargo, algunas ETT garantizan al empleado el pago de un determinado número de horas si, tras llegar a su asignación, no hay tarea o no es como se describió. La mayoría de agencias no requieren que el empleado continúe con el trabajo si las discrepancias son lo suficientemente amplias como para dificultarlo.
Una ETT puede tener un conjunto estándar de test para determinar las habilidades de un solicitante. Se contrata o no al solicitante según sus puntuaciones en estas pruebas, y se introducen sus datos en una base. Las compañías o individuos que quieren contratar a alguien temporalmente contactan con la agencia y describen el conjunto de habilidades que están buscando. Si en la base de datos aparece una persona adecuada, se contacta con ella por si estuviera interesada.
Cuando el empleado temporal carece de asignación, le corresponde mantenerse en contacto constante con la ETT: al hacer saber a la empresa que está disponible para trabajar, se le da prioridad respecto a otras personas que están en la base de datos, pero que no han comunicado recientemente esta disposición. 
Si una ETT proporciona un empleado a una compañía, sigue siendo empleado de la ETT, y no se convierte en empleado de la compañía aunque trabaje allí mucho tiempo (esto puede ser objeto de controversia ante los tribunales). El empleado está ligado por la normativa propia de la ETT, incluso si entra en contradicción con la de la compañía donde desempeña su labor.
Las empresas de trabajo temporal (ETT) facturan más de 157 millardos de euros (€) anuales, y las más grandes tienen sucursales en 60 países. Las mayores ETT obtienen beneficios más sustanciosos en las economías emergentes del norte y las que han experimentado liberalización de mercados, desregulación y nueva regulación.

### Ventajas para las compañías
Hay varias razones por las que una compañía contrata los servicios de una ETT. En la práctica le permite incrementar la plantilla a corto plazo. Se pueden así cubrir las ausencias de trabajadores fijos. Se puede evaluar la capacidad y el valor de un trabajador sin la inflexibilidad de tener que contratarlo y ver cómo sale (aunque esto también lo permite el contrato a prueba, contrato en prácticas o contrato de prácticas). Servirse de trabajadores temporales también puede ser una manera de no pagar los beneficios laborales y los mayores salarios de los empleados fijos. Una compañía también puede utilizar trabajadores temporales para variar la compensación que reciben sus empleados de una forma que con los empleados fijos sería ilegal o imposible. La función de los eventuales en el lugar de trabajo también puede ser coaccionar a los empleados fijos para que acepten más trabajo con menos sueldo. Además los trabajadores temporales son menos susceptibles de demandar a la compañía por trato inadecuado, lo que permite reducir los costes de puestos regulados de mucho estrés.

### Crecimiento de la plantilla temporal
Las ETT son una parte creciente de las economías industriales. De 1961 a 1971, el número de empleados enviados por las ETT a compañías aumentó el 16 %. Las nóminas de las ETT crecieron el 166 %  de 1971 a 1981; 206 %  de 1981 a 1991, y 278 %  de 1991 a 1999. 
Las ETT crearon uno de cada 12 empleos entre 1991 y 2000. Los ingresos mundiales de las ETT ascendieron en 1996 a 105 millardos de dólares estadounidenses ($). En 2008 habían subido a 300 millardos de $, casi el triple. En Estados Unidos las ETT suponen el 16 %  del crecimiento del empleo desde que terminó la Gran Recesión, aunque solo proporcionan el 2 % de los trabajos plenamente agrícolas.
Este crecimiento ha ocurrido por varias razones. La demanda de trabajadores temporales puede atribuirse principalmente a los empresarios, no a los empleados. Un gran motor de la demanda fue el mercado laboral europeo. Antes de 1950 las ETT apenas se consideraban legales. Esta reputación hacía que las compañías se retrajeran de contratar sus servicios. Sin embargo en la segunda mitad del siglo XX, hubo cambios en las protecciones legales y relaciones más cercanas de las ETT con las compañías. Esto, combinado con la tendencia creciente de la subcontratación temporal (TSI por sus siglas en inglés) en países donde hay normativa estricta sobre el despido de los empleados fijos, pero mucho más laxa sobre el trabajo temporal, propició en esos países un crecimiento de las ETT mucho más rápido que en las naciones industrializadas sin estas condiciones de trabajo.

### Abusos en las ETT
Las ETT, como cualquier otra empresa, son susceptibles de comportarse inadecuadamente. Ha habido casos de ETT que han creado y reforzado una jerarquía étnica que determina quién consigue qué trabajos.
Se ha dicho a trabajadores temporales que son "invitados" y no trabajadores, lo que puede llevar a que sean explotados laboralmente. Una ramificación es que los trabajadores temporales tienen que lidiar con el acoso sexual (también los fijos, pero desde una posición menos vulnerable) y a veces se los ha animado a no comunicarlo.
Una ramificación adicional de esa condición de "invitados" es que los trabajadores temporales se sitúan en la base de la jerarquía del lugar de trabajo, lo que puede verse en sus tarjetas de identificación o en los uniformes de diferente color, así como en que, en algunos casos, los animen a "vestirse más provocativamente". Su estatus de "invitados" a menudo lleva a que no se les permita acceder a los alojamientos próximos al lugar de trabajo y a que no se los incluya en reuniones, aunque hayan trabajado para la empresa mucho más tiempo que empleados fijos recientes que sí asisten a esas reuniones.
Todo ello dentro un sistema en que el trabajador temporal que se considere tratado injustamente, sí, puede presentar una queja contra la compañía a la que se le ha asignado, pero eso no solo puede hacer que la ETT no le vuelva a asignar a esa misma compañía, sino a ninguna otra. Como para la ETT es más difícil reemplazar a una compañía que a un empleado, y no hay desincentivo para no asignar a un empleado que se ha quejado, la realidad es que las ETT se ven estimuladas para encontrar empleados dispuestos a aceptar las condiciones de las compañías, aunque sean injustas e incluso ilegales, cuando lo que moralmente deberían hacer es negarse a proporcionar empleados a compañías que habitualmente violan la normativa laboral vigente.

## Seguridad y salud en el trabajo
Los trabajadores temporales sufren un alto riesgo de accidente laboral, con resultado de lesiones o muerte. En 2015 se produjeron en los EE. UU. 829 accidentes laborales con resultado de muerte entre trabajadores temporales, el 17 %  de todos los fallecimientos por accidente laboral, aunque la proporción de trabajadores temporales es muy inferior. Los estudios también han mostrado que sufren un mayor porcentaje de lesiones y enfermedades de origen laboral. Muchos factores pueden contribuir a esto. Los trabajadores temporales carecen a menudo de experiencia, les asignan tareas  peligrosas, pueden no protestar por unas condiciones laborabes inseguras, o no pedir medidas de seguridad por miedo a perder el trabajo, y —por una insuficiente formación en seguridad— pueden carecer de los conocimientos básicos para protegerse contra los riesgos específicos del lugar de trabajo que les ha tocado.
Según una guía conjunta publicada por la Agencia para la Seguridad y la Salud en el Trabajo y el Instituto Nacional para la Seguridad y la Salud en el Trabajo (OSHA y NIOSH por sus respectivas siglas en inglés, ambos de EE. UU.), tanto las ETT como las compañías a las que proporcionan empleados son responsables de proporcionarles un entorno de trabajo sano y seguro. Para proteger y promover la seguridad y la salud de los trabajadores temporales se necesitan esfuerzos interdisciplinarios (epidemiología, psicología ocupacional, teoría organizacional, economía, Derecho, gestión o sociología) en investigación e intervención.

## Aspectos legales
Los estudiosos han argumentado que las políticas neoliberales han sido un componente principal en la erosión del modelo estándar de empleo (compañía-trabajador fijo). La precariedad laboral ha reducido mucho la capacidad de negociación del trabajador y, en particular, con la introducción de tecnología avanzada (que puede fácilmente reemplazar el trabajador), ha mermado las posibilidades negociadoras del trabajador temporal. Compañías de plataformas como Uber o Handy han entrado en conflicto con autoridades y trabajadores por eludir sus obligaciones laborales y frente a la seguridad social. Se ha sugerido que la controles laborales en Norteamérica del Norte hace poco para abordar la inseguridad del mercado laboral y la naturaleza precaria del trabajo temporal. En muchos casos, la legislación ha hecho poco para reconocer el crecimiento del empleo no estándar en Canadá, o para adaptarse a él.
La Ley 5 de la Asamblea de California abordó en 2019 la cuestión de los trabajadores temporales, incluidos los de la economía de plataformas, y estableció requisitos más estrictos para que un trabajador fuera considerado autónomo y no empleado (ver Laboralidad), porque los empleados tienen más protección y beneficios que los autónomos y las compañías prefieren operar con autónomos. En 2018, los estados de Kentucky (HB 220), Utah, Indiana (HB 1286), Iowa (SF 2257) y Tennessee (SB 1967) aprobaron leyes que clasificaban a ciertos trabajadores a demanda de la economía de plataformas como "autónomos de plataformas" (independent marketplace contractors).
En la Unión Europea, las ETT están reguladas por la Directiva sobre empresas de trabajo temporal y las leyes de los países miembros que la transponen.
Varios pleitos han abordado algunas de las controversias sobre la condición de las personas que trabajan para las plataformas. Por ejemplo, dos demandas colectivas (class actions) falladas en 2016 resultaron en cambios en las políticas de empleo de Uber, incluyendo aclaraciones sobre los derechos de los conductores derechos y los procedimientos disciplinarios de la compañía. Algunas de estos cambios suponen que Uber avise ahora a los conductores antes de prescindir de sus servicios, no desactivar a los conductores que generalmente rehúsan servicios, informar a los clientes que las propinas para los conductores no se incluyen en el precio que cobra la aplicación, y permitir que los conductores creen una asociación para recurrir judicialmente las finalizaciones de colaboración entre ellos y Uber. Sin embargo el acuerdo legal no estableció si estos trabajadores son empleados o contratistas independientes.

## Para saber más
- Hatton, Erin (2011). The Temp Economy: From Kelly Girls to Permatemps in Postwar America. Temple University Press. ISBN 978-1-4399-0081-9.
- Peck, J.; Theodore, N. (2002). «Temped out? Industry rhetoric, labor regulation and economic restructuring in the temporary staffing business». Economic & Industrial Democracy 23 (2): 143-175. doi:10.1177/0143831X02232002.
- Vosko, L. F. (2000). Temporary Work: The Gendered Rise of a Precarious Employment Relationship. Toronto: University of Toronto Press.

- Datos: Q667944